# 加濟穆爾斯基扎沃德區

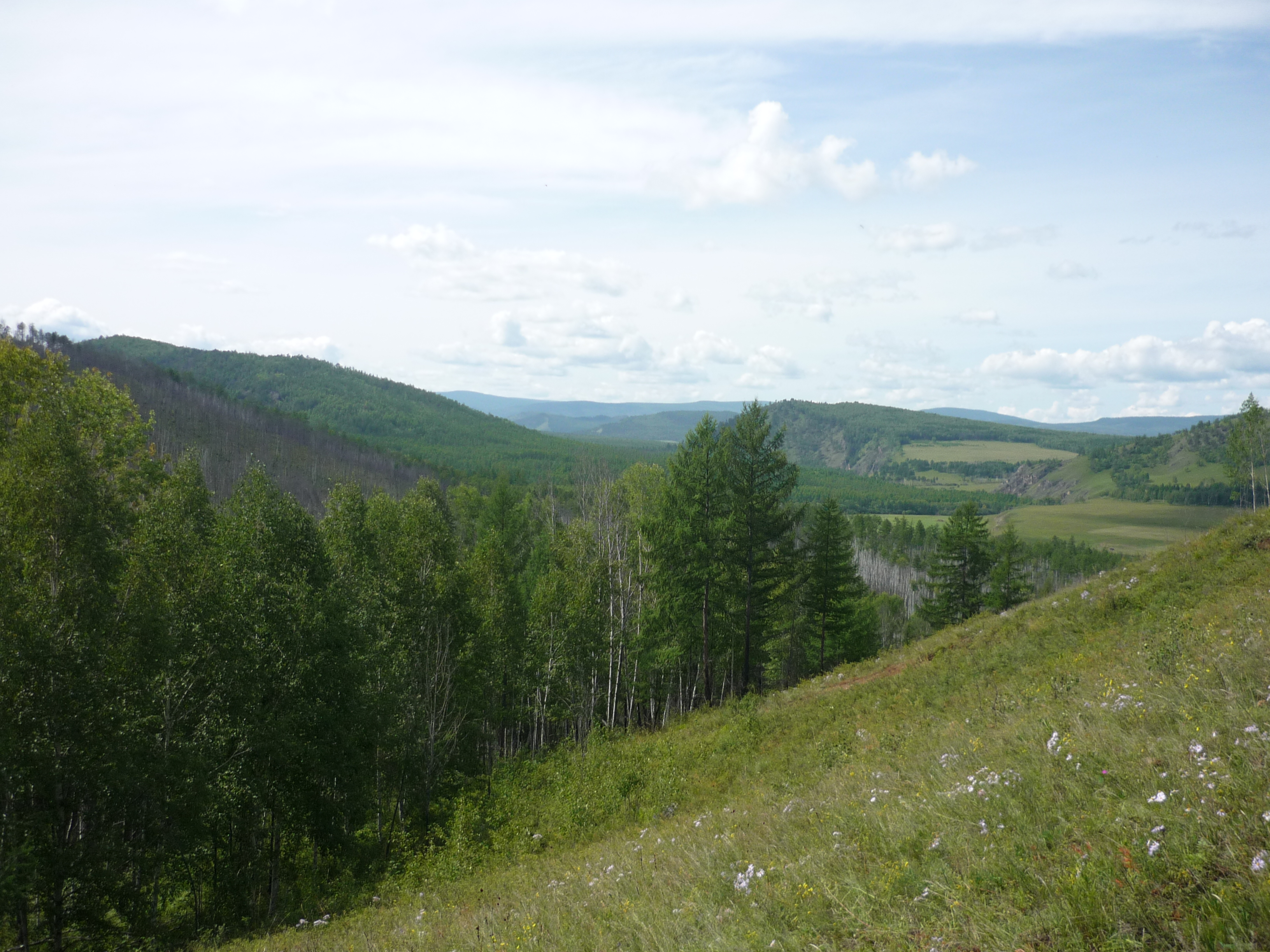

52°08′42″N 119°32′46″E / 52.145°N 119.546°E
加濟穆爾斯基扎沃德區（俄语：Газимуро-Заводский район），是俄羅斯的一個區，位於該國西部，由外貝加爾邊疆區負責管轄，始建於1926年1月4日，面積14,400平方公里，2010年人口9,407，人口密度每平方公里0.65人。